# الدوري الإكوادوري لكرة القدم 2015
الدوري الإكوادوري لكرة القدم 2015 (بالإسبانية: Campeonato Ecuatoriano de Fútbol 2015)‏ هو الموسم 57 من الدوري الإكوادوري لكرة القدم. كان عدد الأندية المشاركة فيه 12، وفاز فيه نادي إيميلك.